# فرانك ألين (كاتب سير ذاتية)
فرانك ألين (بالإنجليزية: Frank Allen)‏ هو كاتب سير ذاتية بريطاني، ولد في 14 ديسمبر 1943 في Hayes, Hillingdon ‏ في المملكة المتحدة.